# ماسکوش
ماسکوش (به فرانسوی: Mascouche) شهرکی در منطقه شهری له مولن ناحیه لانودییر در استان کبک کانادا است. در سرشماری سال ۲۰۱۱ این شهرک ۳۳٬۷۵۳ نفر جمعیت داشته‌است و مساحت آن ۱۰۷٫۹۵ کیلومتر مربع است.